# Denmark (West-Australië)

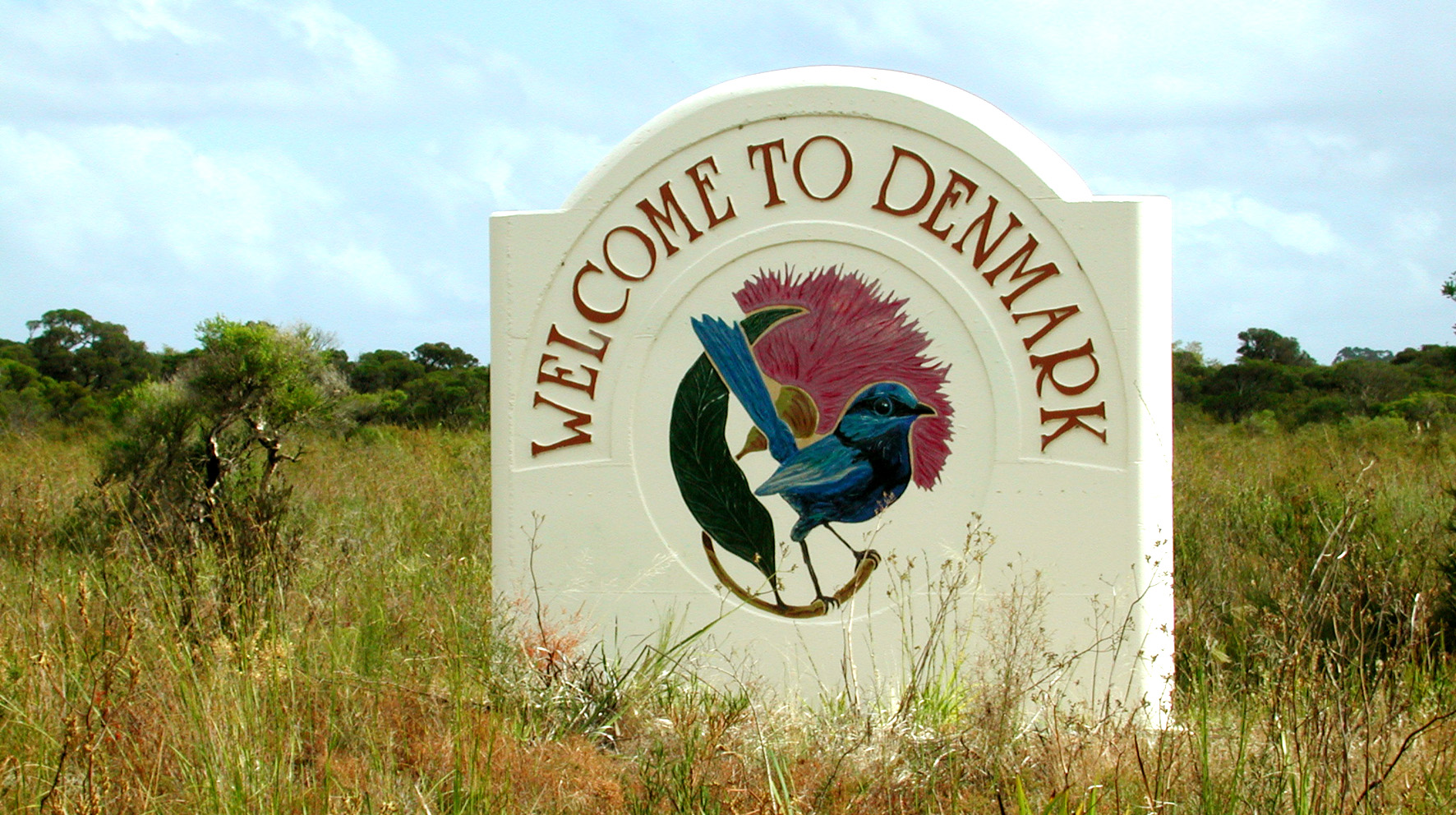
Welkomstbord met gemeentelogo

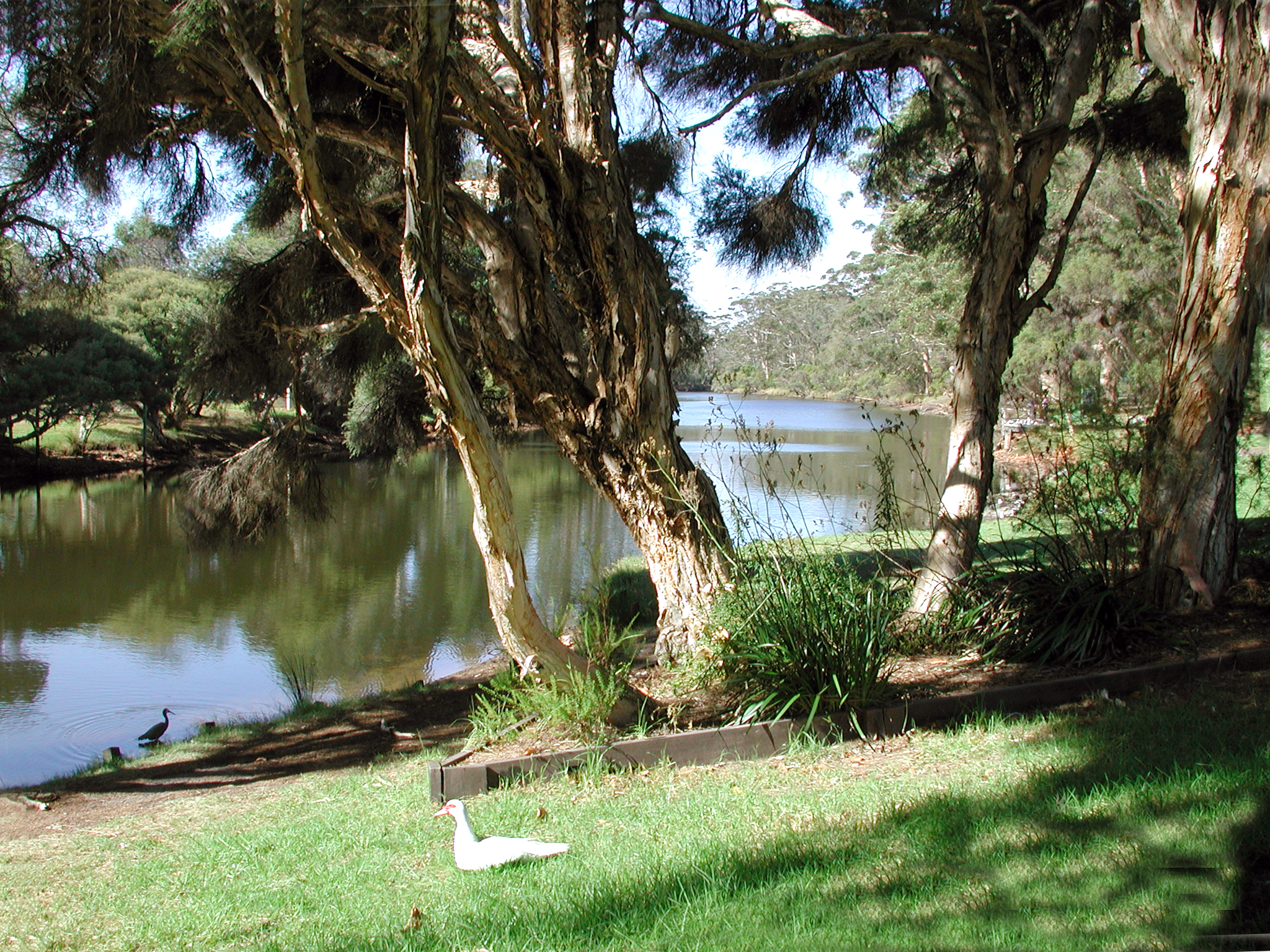
Het Berridge Park aan de Denmark River

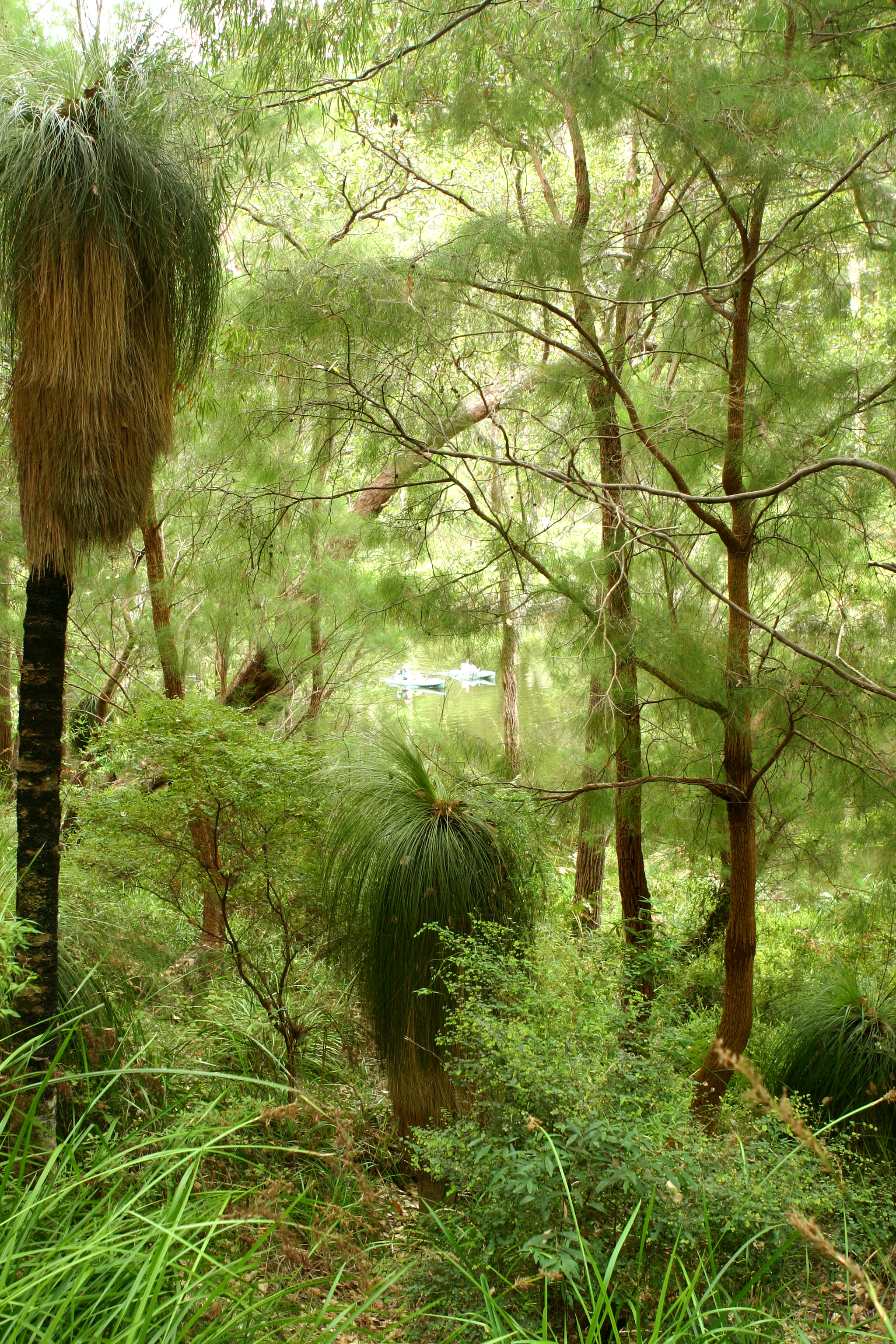
De rivier Frankland, gezien vanaf Monastery Landing, tussen Walpole en Denmark

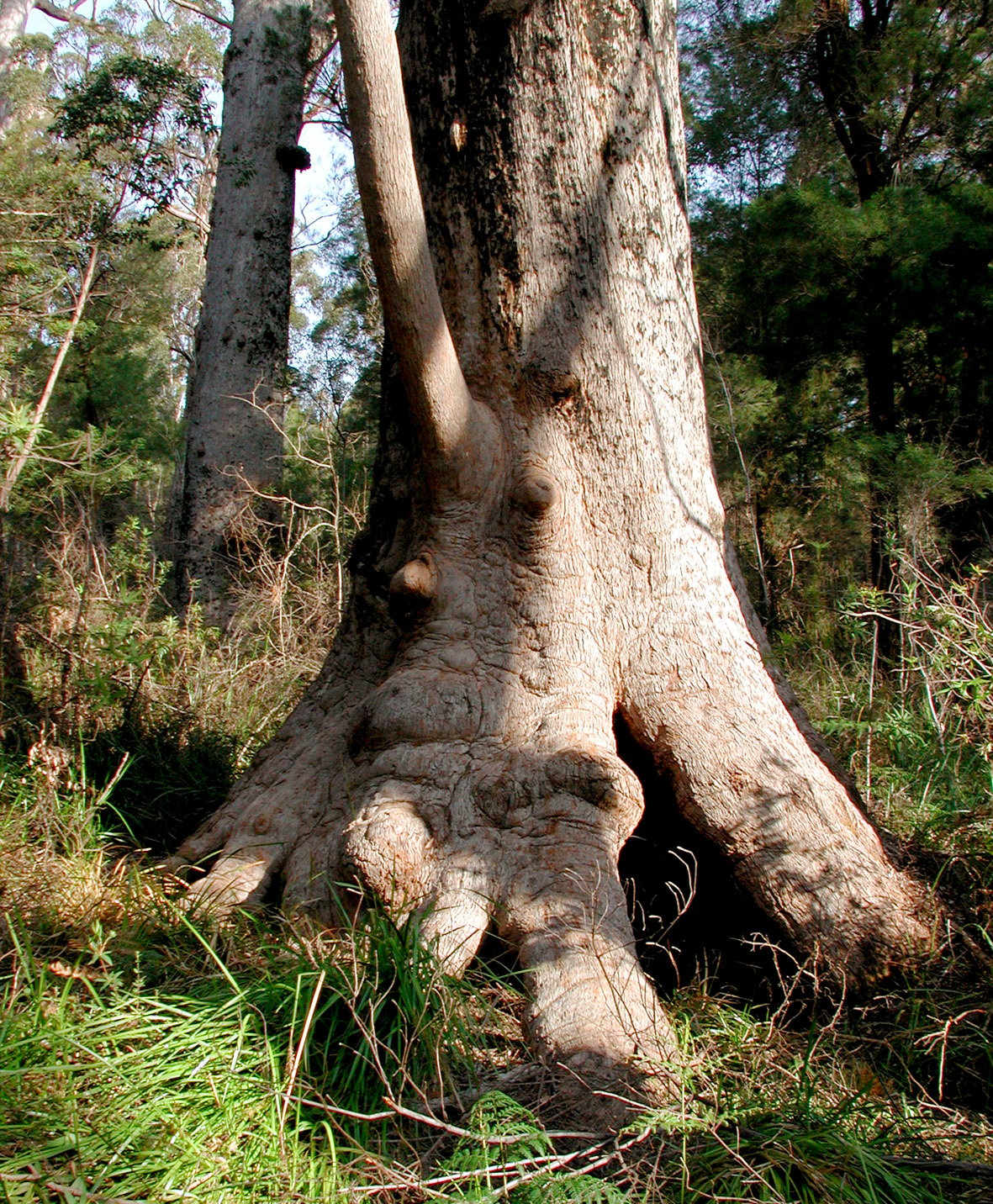
Tingleboom in the Valley of the Giants

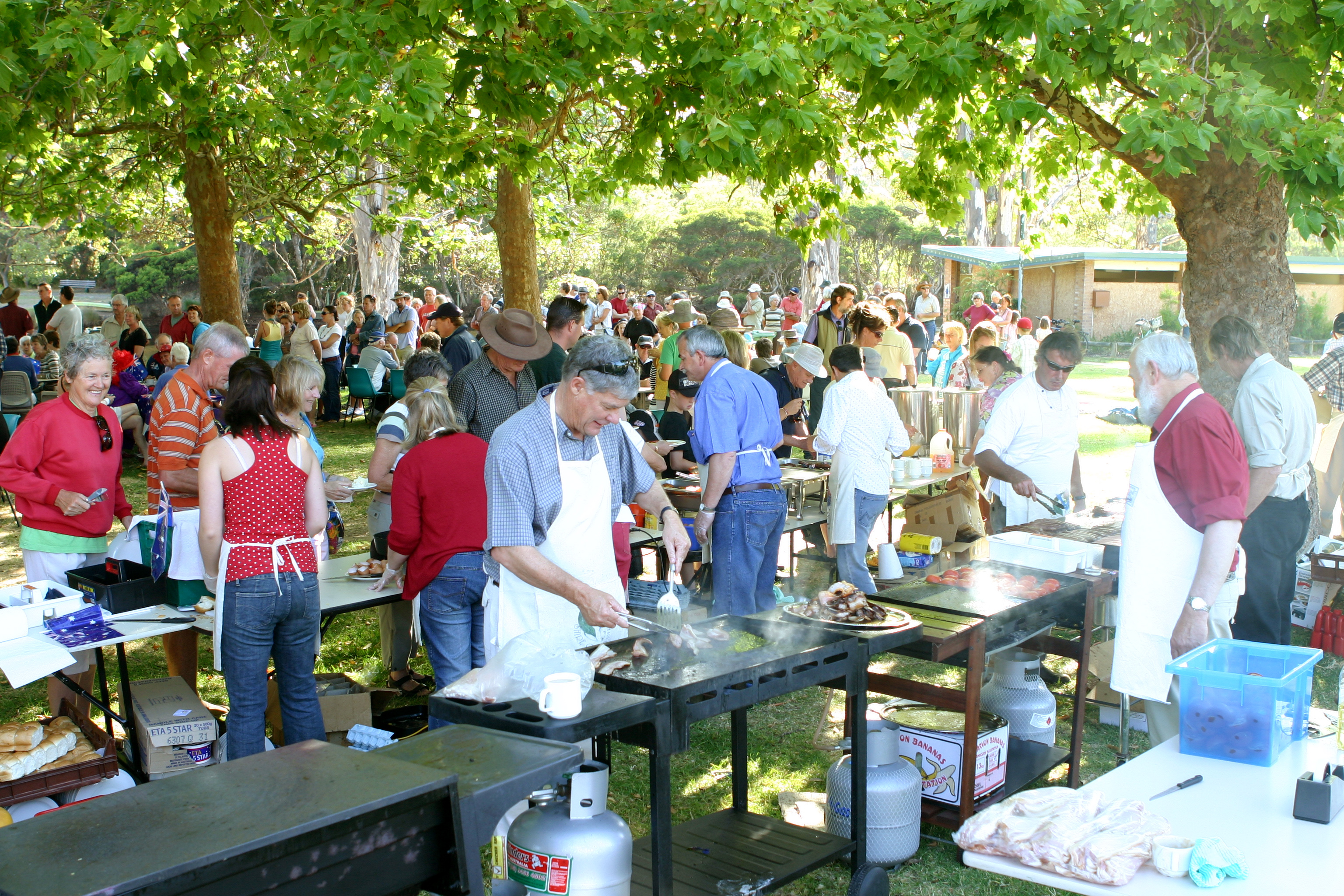
Australia Day in het Berridge Park

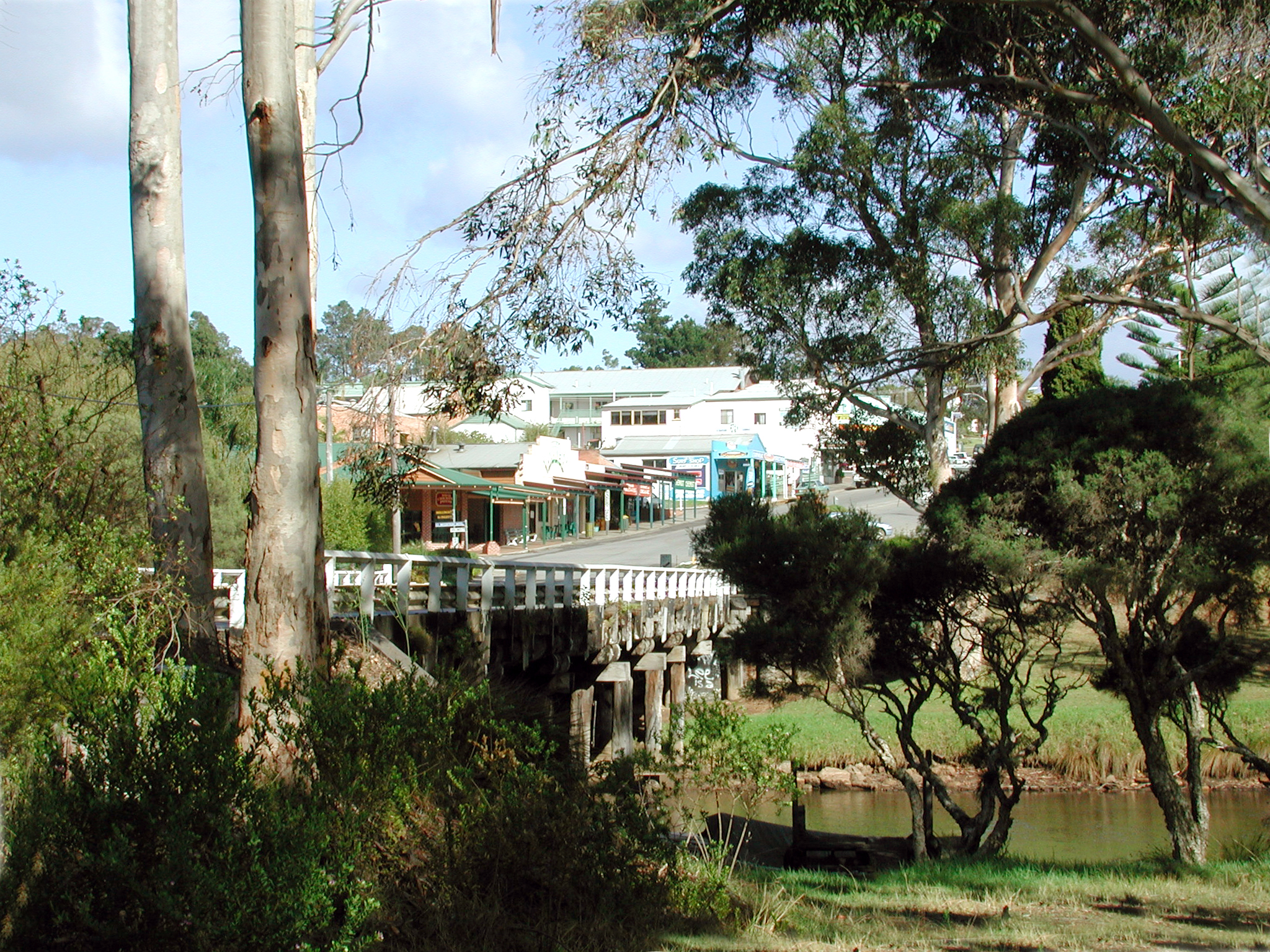
De Denmark River en de oude houten brug aan de oostzijde van het dorp

Denmark is een plaats en gemeente in het zuidwesten van West-Australië. De gemeente telde 2.691 inwoners tijdens de volkstelling van 2021 en heeft een oppervlakte van 1.834 km².

## Algemeen
De Shire of Denmark ligt aan de zuidkust van West-Australië, ruim 50 km ten westen van de stad Albany en ruim 400 km ten zuiden van de hoofdstad Perth. Het dorp zelf ligt aan de rivier Denmark die uitmondt in de Wilson-inham, een groot meer dat in verbinding staat met de Indische Oceaan. De gemeente heeft een oppervlakte die groter is dan de provincie Zeeland. Het overgrote deel van het gebied rond Denmark bestaat uit ongerept natuurbos.
De 100 km lange kustlijn telt meer dan vijftien stranden, afgewisseld door baaien, duinlandschap, rotsformaties en kliffen. De gemiddelde regenval is 1.135 mm per jaar. Er heerst een mediterraan klimaat met relatief droge zomers en natte winters. Gemiddelde dagtemperatuur ‘s zomers 25 °C, ’s winters 16 °C.

## Middelen van bestaan - Bevolking
Denmark is van oorsprong een typisch plattelandsdorp met landbouw en vooral veeteelt. De combinatie van bodemgesteldheid en klimaat trok fruittelers aan, maar het waren met name de wijnbouwers die voor een explosieve groei zorgden, al is de laatste jaren het toerisme het sterkst in opmars. Denmark kent een grote diversiteit aan kunstenaars en handwerkslieden. Behalve de winning en het transport van plantagehout van de bluegum (de blauwe gomboom) voor de Japanse papierindustrie kent Denmark geen industrie. Visvangst wordt op kleine schaal bedreven, maar er is geen haven.
De bevolking is uitgesproken divers en draagt nog steeds de sporen van een hippiecultuur die Denmark in de laatste decennia van de 20ste eeuw een stempel gaf en een bonte mengeling van mensen aantrok met een uitgesproken eigen gezicht, individualisten, aanhangers van natuurgeneeswijzen, natuurvorsers, spiritueel ingestelden, handwerkslieden, artiesten en gepensioneerden vanuit alle uithoeken van de wereld. Velen van hen zien Denmark als een soort toevluchtsoord.
Creatieve en culturele activiteiten krijgen veel aandacht en Denmark Arts organiseert festivals, kunstmarkten, exposities, optredens en workshops door en voor de plaatselijke bevolking. Bescherming en behoud van flora en fauna in en rond Denmark staan hoog op de agenda van zowel de Denmark Shire als van de burgers. Het dorp werd in 1998 uitgeroepen tot schoonste gemeente van Australië.

## Geschiedenis
Het kustgebied rond Denmark werd voor het eerst geobserveerd in 1627 door de Nederlander Francois Thijssen, kapitein van het VOC-schip 't Gulden Zeepaert. Thijssen noemde het door hem ontdekte land naar Pieter Nuyts, een hoge employé van de VOC die als passagier meevoer. Kapitein Thijssen had de Australische zuidkust ontdekt en bracht daar 1.500 km kustgebied van in kaart.
Toen pas twee eeuwen jaar later de eerste blanken het gebied rond de huidige Denmark River betraden, woonden daar de Noongar. Deze Aborigines hadden hun rivier en de inlet de naam Kurrabup gegeven, hetgeen betekent ‘plaats van de zwarte zwaan’.
Hoewel het ‘Zuidland’ door de Nederlanders was ontdekt, werd er door de Nederlanden weinig aandacht aan geschonken, al bleef de westelijke helft van het continent Nieuw Holland heten tot ver in de 19de eeuw. De Engelsen waren voortvarender dan Nederland en toen bleek dat Frankrijk interesse kreeg in West-Australië, besloot Engeland tot algehele kolonisatie. Gebieden in West-Australië die eeuwenlang Nederlandse namen hadden gehad zoals Nuyts Land, verdwenen, evenals Leeuwin Land, in welk laatste gebied de Denmark River lag. Die kreeg zijn naam van de Britse scheepsarts Thomas Braidwood Wilson die het gebied in 1829 als eerste westerling verkende. Wilson noemde de rivier naar zijn in Engeland wonende vriend, de arts Alexander Denmark die overigens zelf nooit een voet op Australische bodem heeft gezet. Wilson roemde de vruchtbare grond en de woudreuzen die ideaal timmerhout konden opleveren.
Omstreeks 1885 werd begonnen met de houtwinning die tegen 1900 zijn hoogtepunt kende. De nederzetting kreeg in 1896 de naam Denmark. Menig Engels huis uit die tijd werd gebouwd met hout uit Denmark en zelfs straten in Londen werden geplaveid met Denmarks hardhout. Door de roofbouw die de pioniers pleegden, raakte de houtvoorraad echter snel uitgeput. De nederzetting liep leeg en uiteindelijk schakelde de bevolking over op de ontginning van het land voor agrarische doeleinden, dit doorgaans met matig succes. In de jaren twintig vestigden zich groepen mensen uit het Verenigd Koninkrijk die zich gingen bezighouden met land- en tuinbouw en veeteelt.
Kort na 1960 startte de wijnbouw. Riesling en Cabernet Sauvignon beten het spits af, gevolgd door een scala aan druivensoorten die goed bleken te gedijen op de vruchtbare leemgrond. In de vijftig jaren die volgden groeide Denmark uit tot een belangrijk wijngebied met thans (2008) bijna 25 wijngaarden.
Het toerisme begon in WOII toen in de havenstad Albany gelegerde Amerikanen Denmark ontdekten als uitstapje. Het werd een geliefd vakantieoord voor de West-Australiërs. De zuivere lucht en de altijd groene natuur van de regio rond Denmark zijn inmiddels bij velen bekend.

## Flora & fauna
Denmark is omgeven door wouden met een grote variëteit, vooral aan eucalyptusbomen zoals de marri, de karri, de jarrah en de tingleboom, welke laatste soort een hoogte kan bereiken van zestig meter. De aanwezigheid van al deze bomen in een nog grotendeels ongerept landschap is enig in zijn soort. Opvallend is de Red Flowering Gum met zijn vuurrode bloesem.
De streek toont iedere lente een veelheid aan wilde bloemen. Er zijn enkele duizenden verschillende soorten, waaronder orchideeën. Veel species komen alleen in deze streek voor.
Er is een rijk vogelleven met onder meer splendid blue wrens, emoes, ibissen, aalscholvers, eksters en papegaaien en er leeft een grote variëteit aan reptielen en buideldieren zoals de grijze kangoeroe, de quokka, de bandicoot en de opossum. Door de overvloedige vispopulatie zijn er dolfijnen en zeeleeuwen en ieder jaar doen walvissen de baaien van Denmark aan tijdens hun trek naar het noorden.

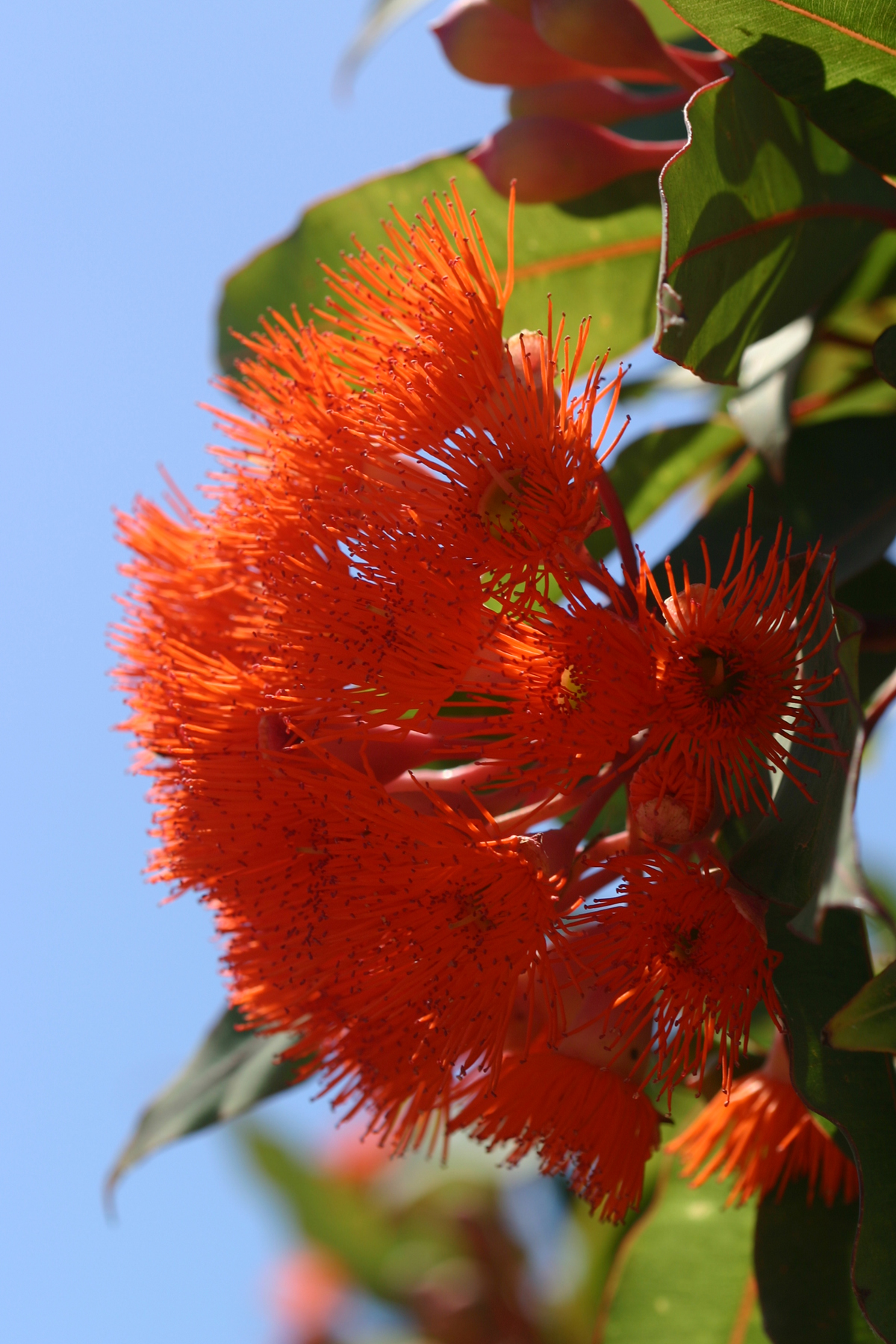
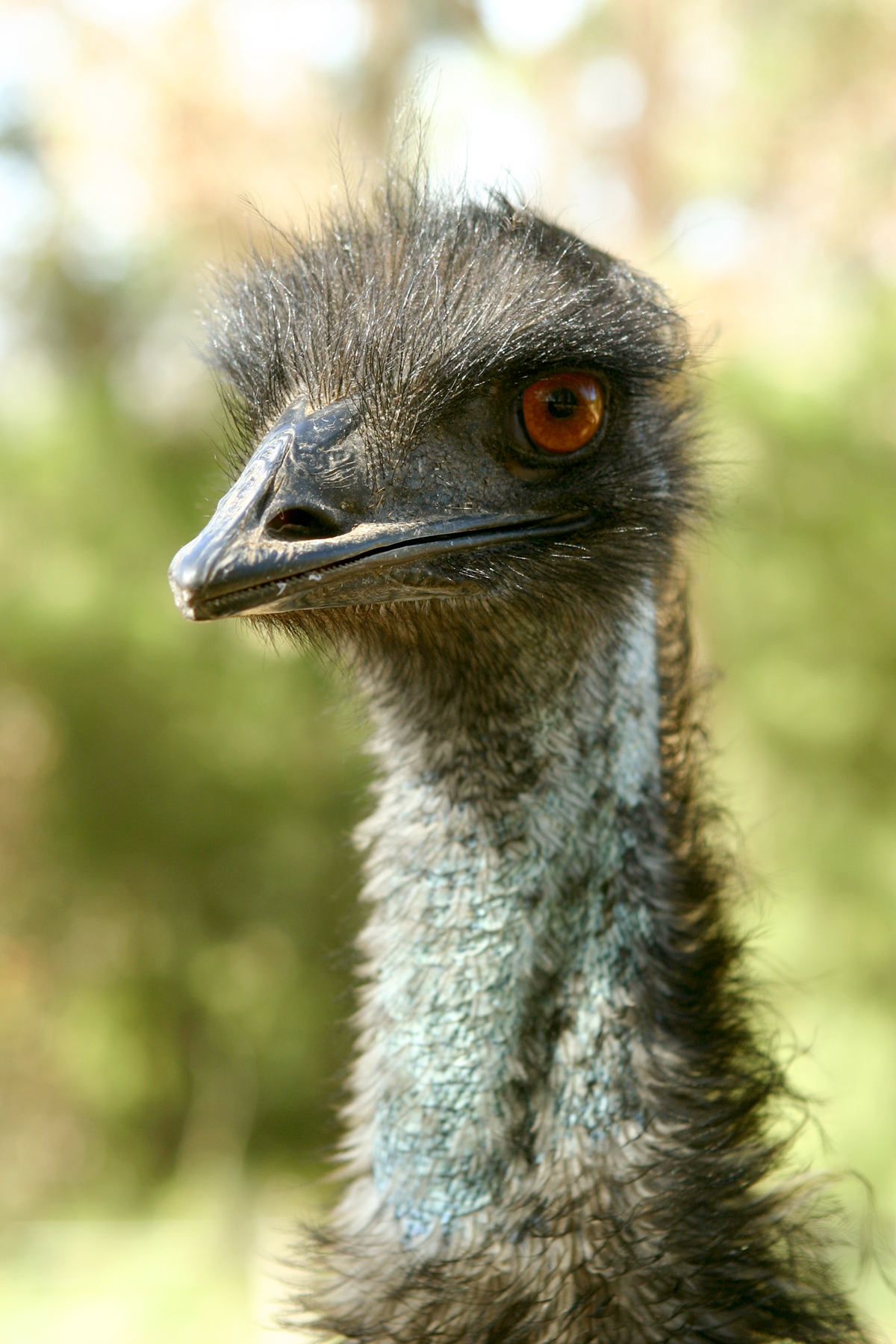
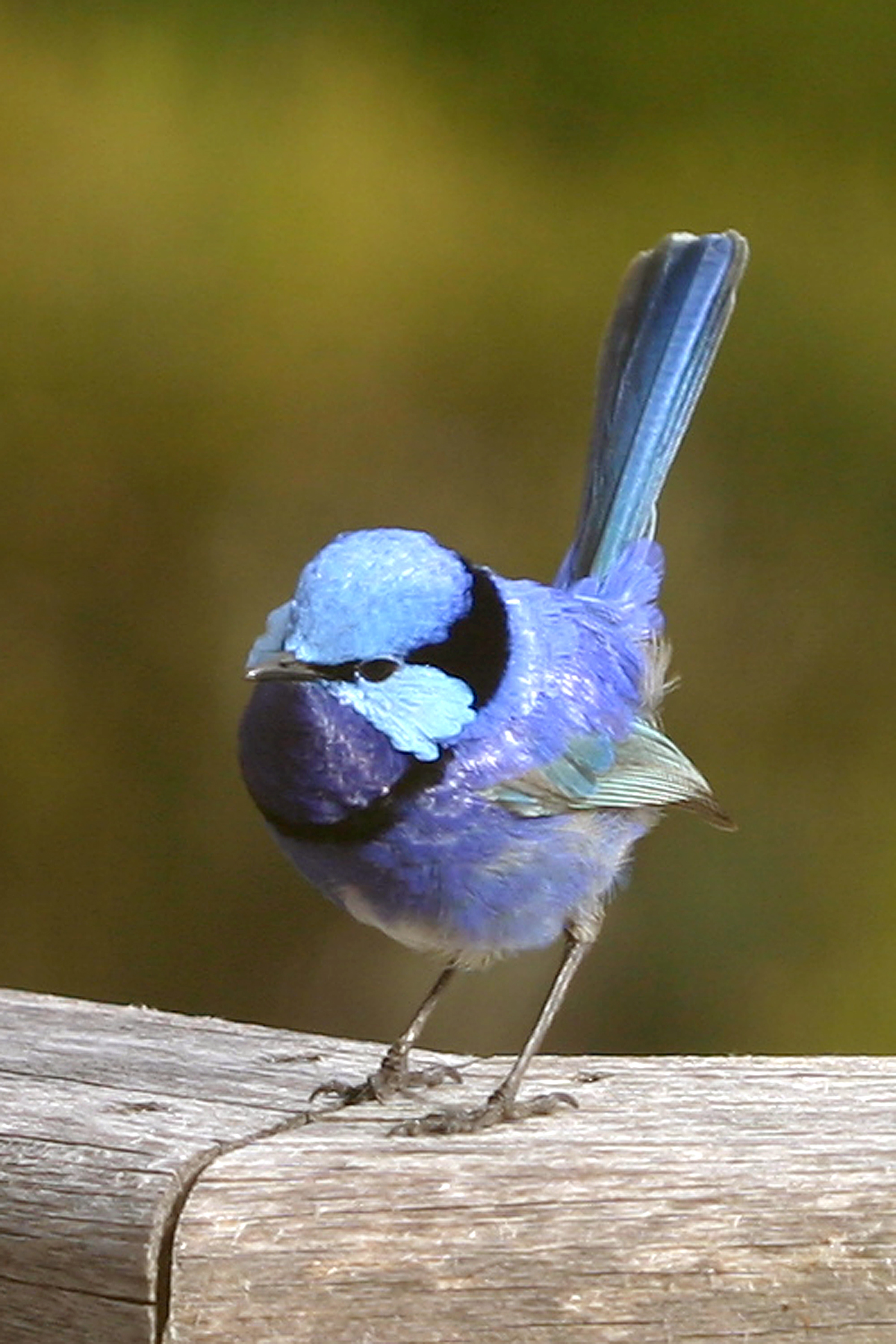

## Verkeer - Ligging - Straatbeeld
Denmark ligt aan de South Coast Highway. De verkeersintensiteit is naar West-Europese begrippen uitgesproken laag. Er zijn dagelijkse busverbindingen naar de hoofdstad Perth. Denmark heeft een vliegveld voor kleine toestellen.
De ligging aan de Denmark River met zijn authentieke houten brug en de ruime aanwezigheid van oorspronkelijke vegetatie tot tussen de bebouwing geeft het dorp een pittoresk aanzien. Her en der zijn gebouwen die herinneren aan de pionierstijd, zoals de geheel uit hout opgetrokken Anglican Church, het oudste nog bestaande gebouw van Denmark aan de Strickland Street, de huidige winkelstraat. Er is een museum dat de geschiedenis van het dorp belicht.
Nabij de monding van de Denmark River, de plek waar de eerste mensen zich ooit vestigden, komen enkele oude trails samen, paden van de oorspronkelijke aborignalbevolking waarlangs nog sporen van de vroegere cultuur te vinden zijn. Dwars door Denmark loopt het Bibbulmunwandelpad, een 1.000 km lang wandelpad dwars door de natuur van Perth naar Albany. De herinnering aan Denmarks voormalige spoorlijn wordt levend gehouden door de Denmark-Nornalup Heritage Trail.

## Toerisme
Het milde klimaat, de rust, de ruimte en het natuurschoon maken Denmark tot een geliefd oord. Het zeer beperkte scheepvaartverkeer en de afwezigheid van vervuilende industrie vinden hun weerslag in schone stranden en kraakhelder oceaanwater. De soms heftige branding maakt het gebied tot een geliefd oord voor surfers, maar Denmark is wars van massatoerisme en de notoire attractieparkliefhebbers. Natuur en recreatie staan voorop. De wouden en het kustgebied, met name de Nationale Parken in de omgeving staan onder streng toezicht.
Iedere veertien dagen wordt op zondag de Community Market gehouden in het dorpscentrum waar groente en fruit en kunstnijverheid van de plaatselijke bevolking te koop is. Populair zijn de Denmark Markets die rond Kerstmis en Pasen worden gehouden in het Berridge Park pal aan de rivier met optredens van plaatselijke muzikanten. Deze kunstmarkten zijn een goede afspiegeling van de 'couleur locale'.
Sinds 2007 heeft Denmark een Visitor Centre. In dit multifunctionele gebouw leert de bezoeker de omgeving kennen en krijgt advies over de beschikbare accommodatie. In het Visitor Centre is een voorlichtingsruimte over plaatselijk geproduceerde wijn en voedsel. Een in 2007 in het Visitor Centre opgestelde wereldrecord waterbarometer werd in februari 2011 door de eigenaar verwijderd.

## Externe links

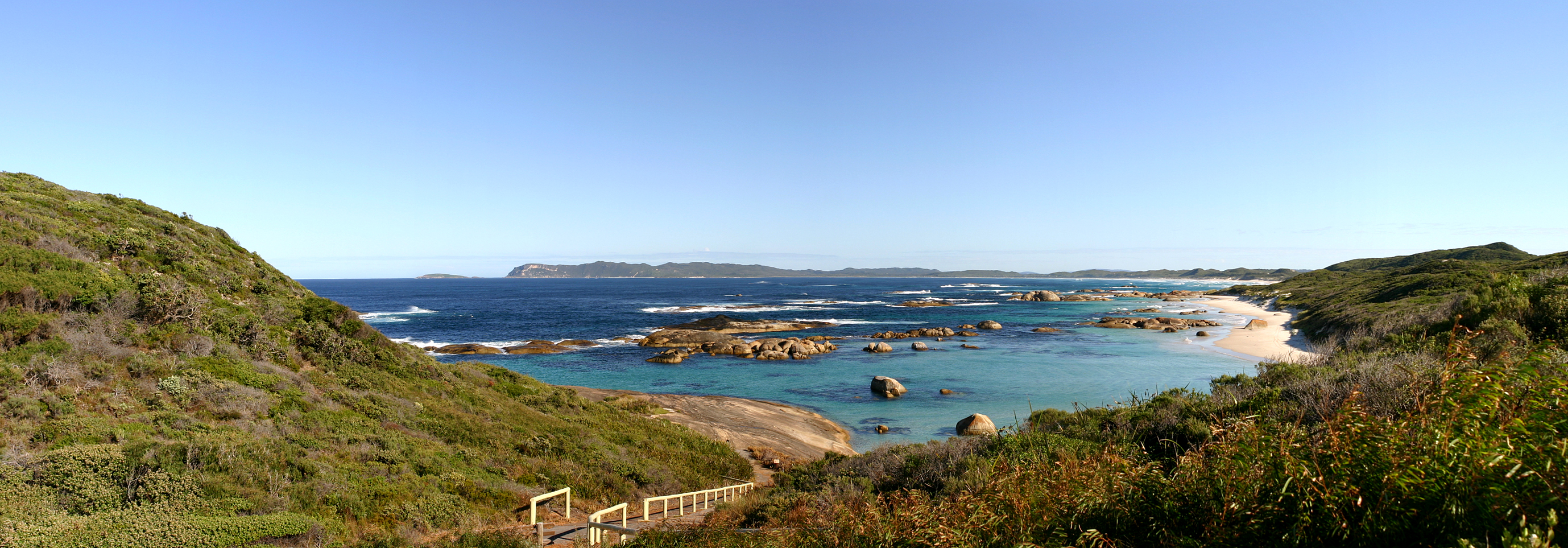
Greens Pool in het nationaal park William Bay